# 貝爾格羅夫 (密蘇里州)
貝爾格羅夫（英語：Bell Grove）是位於美國密蘇里州諾德韋縣的非建制地區。

## 地理
貝爾格羅夫所處的海拔為高於海平面323米（即1060英呎），而該地所採用的時區為UTC-6，即北美中部時區（CST）。同時該地設有夏令時間，為UTC-6調快一小時，即UTC-5（CDT）。